# O’Donel Levy
O’Donel „Butch“ Levy (* 20. September 1945; † 14. März 2016) war ein US-amerikanischer Funk- und Jazzgitarrist.
O’Donel Levy spielte u. a. ab den frühen 1970er-Jahren mit Ethel Ennis, Jimmy McGriff, Herbie Mann und Norman Connors. Mit Jeremy Monteiro, John Stubblefield, Eldee Young und Redd Holt trat er auf dem Montreux Jazz Festival auf. Unter eigenem Namen legte er eine Reihe von Alben vor, wie Black Velvet (1971), Breeding of Mind (1972) und Dawn of a New Day (1973, u. a. mit Jon Faddis, Cecil Bridgewater, Marvin Stamm, Bill Watrous, Eddie Bert, Chester Thompson). Tom Lord listet seine Beteiligung an 23 Aufnahmesessions zwischen 1970 und 2005.